# 边缘战士 (电影)
《边缘战士》（英語：Raw Deal）是一部於1986年上映的美国动作电影，由约翰·伊文执导，阿诺德·施瓦辛格主演。故事讲述了一位年长的高级别联邦调查局官员决心向黑手党报杀子之仇，于是派一位之前也曾是联邦调查局探员的小镇警长（施瓦辛格）混入其内部来将之摧毁。

## 剧情
路吉·帕托维塔是芝加哥黑手党的头目，执法部门一直试图扳倒他但未能如愿，之后联邦调查局终于挖到了一名有力的线人，并将其藏在一个偏僻的林地木屋中加以保护。然而不知何故，这里的地点泄露了出去，一伙手持自动武器的歹徒残忍地枪杀了证人和所有执行保护任务的探员，其中一位探员是联邦调查局长哈瑞·夏农（达伦·麦克加文饰）的儿子布莱尔，哈瑞发誓必报此仇。
马克·卡明斯基（阿诺·施瓦辛格饰）曾为联邦调查局工作，但5年前他因毒打了一位调戏、杀害并肢解了一年轻女子的嫌犯而不得不离职。如今当成了一位小镇的镇长，这天下班后像往常一样回到家中，妻子正在发脾气，还把一个蛋糕朝他没头没脑地砸过来。
夏农给卡明斯基打来电话，两人会面后，夏农希望对方能够接下这个秘密性的复仇任务，想办法渗入帕托维塔的犯罪组织后从内部将之拆散并摧毁。并且哈瑞作为联邦调查局长，不能正式地给予任何帮助，而且之前线人地点的泄密也说明联邦调查局内部存在叛徒，因此整个行动必须高度保密。哈瑞表示，行动后卡明斯基可以回到联邦调查局工作，哈瑞同意了，然后他先是利用一起化学工场的爆炸事故伪造了自己的死亡，再扮为一位已经被定过罪的重罪犯约瑟夫·P·布伦纳。接下来，他设法取得了帕托维塔高层手下的信任，成功地混入了这个犯罪集团。然而，之后他接到一项任务需要与一位杀手去暗杀哈瑞·夏农，这导致他的身份被揭穿，虽然他和夏农成功地消灭了所有前来的杀手，但夏农也因此身受重伤。愤怒的卡明斯基决心走强硬路线正面摧毁这个犯罪团伙，他全副武装地攻击了一处窝点，打死了所有的人，然后一把火烧掉了帕托维塔的赌场，再藏身一家高级酒店的地下室，单枪匹马杀死了帕托维塔所有的手下，帕托维塔慌不择路拼命逃窜，但最终被堵进了一间办公室中，等待他的会是什么呢？

## 演员
- 阿诺德·施瓦辛格饰马克·加敏斯基/约瑟夫·P·布伦纳
- 达伦·麦克加文饰联邦调查局长哈瑞·夏农
- 凯瑟琳·哈罗德饰莫妮卡
- 山姆·瓦纳梅克饰路吉·帕托维塔
- 保罗·谢纳饰保罗·罗卡
- 斯蒂文·希尔饰马丁·拉曼斯基
- 乔·里格布托饰马丁·巴克斯特
- 艾德·罗特饰贝克

## 反响
《边缘战士》上映后获得了较为负面的评价，根据烂蕃茄上收集的12篇专业评论文章，仅有3篇给出了“新鲜”的正面评价，“新鲜度”为25%，平均得分3.8（满分10分）。不过《洛杉矶时报》的席拉·本森虽然批评电影中的暴力元素，但还是对施瓦辛格的演出表示赞赏。

### 票房
《边缘战士》于1986年6月6日起上映，首周1731家电影院共获得543万8978美元的票房收入，名列排行榜亚军，最终在美国本土入账1620万9459美元，在德国上映也收入了218万3216美元。虽然电影票房收入已经远超过制作成本，但制片商对此仍然表示失望。